# Arlesheim (distrikt)
Arlesheim är ett distrikt i halvkantonen Basel-Landschaft i Schweiz. Huvudort är Arlesheim. Distriktet hade 157 040 invånare (2020).

## Geografi

### Indelning
Distriktet Arlesheim är indelat i 15 kommuner:
| Vapen        | Namn         | Invånare 2023-12-31 | Yta i km² |
| ------------ | ------------ | ------------------- | --------- |
| Aesch        | Aesch        | 10 745              | 7,40      |
| Allschwil    | Allschwil    | 22 110              | 8,89      |
| Arlesheim    | Arlesheim    | 9 385               | 6,93      |
| Biel-Benken  | Biel-Benken  | 3 552               | 4,12      |
| Binningen    | Binningen    | 15 664              | 4,46      |
| Birsfelden   | Birsfelden   | 10 338              | 2,51      |
| Bottmingen   | Bottmingen   | 6 995               | 2,99      |
| Ettingen     | Ettingen     | 5 618               | 6,32      |
| Münchenstein | Münchenstein | 12 304              | 7,19      |
| Muttenz      | Muttenz      | 18 234              | 16,65     |
| Oberwil      | Oberwil      | 11 498              | 7,89      |
| Pfeffingen   | Pfeffingen   | 2 387               | 4,89      |
| Reinach      | Reinach      | 20 258              | 6,97      |
| Schönenbuch  | Schönenbuch  | 1 456               | 1,35      |
| Therwil      | Therwil      | 10 068              | 7,66      |